# Вольдемар фон Роланд
Вольдемар Едуард фон Роланд (ест. Woldemar Eduard von Rohland; 27 травня (8 червня) 1850; Рига — 18 грудня 1936, Фрайбург) — естонський юрист балтійсько-німецького походження.

## Життєпис
Вольдемар Едуард фон Роланд був сином ризького лікаря Лео Теодора фон Роланда.
Закінчив Дерптську губернську гімназію в 1867 році та Дерптський університет у 1872 році зі ступенем кандидата; Під час навчання в Берліні та Лейпцигу він мав тісний контакт з провідними німецькими вченими-правниками, приватним адвокатом Отто Штоббе та адвокатом з кримінальних справ Карлом Біндінгом. Здобув ступінь доктора права (1875, Лейпцизький університет), дисертація «Про теорію та практику німецького права експропріації». Перебував приват-доцентом з кримінального права в Лейпцизькому університеті в 1877–78 роках, магістр права (1887, Лейпцизький університет), дисертація «Die strafbare Unterlassung. Erste Abteilung. Die Theorien über die Causalität beim Comissivdelict durh Unterlassung», доктор права (1888, Лейпцизький університет), дисертація «Die Gefahr im Strafrecht». 1878–92 екстраординарний професор кримінального права, 1893—1919 професор Фрайбурзького університету, почесний професор з 1919 року, продовжував викладати кримінальне та міжнародне право, а також філософію права як почесний професор до 1936 року. У період русифікації Дерптського університету продовжував працювати редактором юридичного журналу «Dorpater Juristische Studien» (4 томи, 1891–96).

## Твори
- Das internationale Strafrecht. Leipzig, 1877
- Die Gefahr im Strafrecht. Dorpat, 1886
- Historische Wandlungen der Religionsverbrechen. Leipzig, 1902
- Die Kausallehre des Strafrechts. Leipzig, 1903
- Die Willensfreiheit und ihre Gegner. Leipzig, 1905
- Die soziologische Strafrechtslehre: Eine Kritik. Leipzig, 1911 (uus trükis: Aalen, 1978).